# Східні креси
«Східні креси» (пол. Kresy Wschodnie, від kres «границя», «кінець», «край») — польська назва територій сьогоденної Західної України, Західної Білорусі і Литви, що колись входили до складу Польської республіки; «східна околиця». Польські жителі цих територій, у тому числі репатрійовані до Польщі, часом називаються кресов'янами або кресов'яками.

## Етимологія

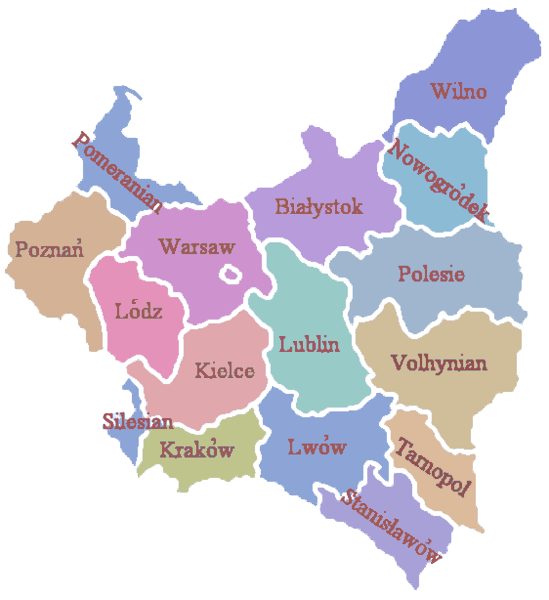
Воєводства в Польській республіці у 1922–1939 роках. Шість східних воєводств становили приблизний терен «східних кресів»

Термін «креси» з'явився в середині XIX ст. у творах польського поета Вінцента Поля, зокрема в поемі «Могорт» (1854), у якій описуються події незадовго після «Взяття Умані», на кордоні Речі Посполитої і Кримського ханства. Поширенню терміна сприяло уявлення про особливу цивілізаторську місію поляків на цих землях, і походження найбільших польських поетів — Адама Міцкевича та Юліуша Словацького з цих земель. Слово «креси» вкоренилося в польський літературі і публіцистиці як означення територій на схід від Вільно і Львова, які до кінця XVIII ст. належали Речі Посполитій. У міжвоєнний період Польської Республіки офіційна назва «Східні креси» стосувалася заселених українцями та білорусами воєводств (Львівського, Тернопільського, Станиславівського, Волинського, Поліського, Білостоцького, Віленського і Новогродського). У 1924 польський парламент ухвалив особливий «кресовий» закон, за яким із метою асиміляції місцевого населення в Західній Україні та Західній Білорусі вводилася двомовна шкільна освіта. Також для зміни національного складу земель інтенсивно проводилося заселення поляками.

## Населення «східних кресів» у міжвоєнний період
Населення «східних кресів» було багатонаціональним, головним чином — з українців, білорусів і литовців. За офіційними польськими твердженнями, поляки були найбільшою етнічною групою в цьому регіоні та демографічно найбільшою етнічною групою в містах регіону. Корінні національності нібито були меншинами, як-от євреї (розкидані в містах і селищах по всьому терену), чехи (на Волині), а також подекуди росіяни.
Рідною мовою назвали, згідно з офіційним польським переписом 1931 (цифри спростовані сучасниками, суперечать шематизмам і національним пропорціям за допольськими (австрійськими і російськими) та післяпольськими (радянським 1940 і німецьким 1943) переписами):
- Львівське воєводство: 58 % польську, 34 % українську, 8 % їдиш
- Новогрудське воєводство: 53 % польську, 39 % білоруську, 7 % їдиш, 1 % російську
- Поліське воєводство: 63 % поліську або Tutejsi, 14 % польську, 10 % їдиш, 6 % білоруську, 5 % українську
- Станиславівське воєводство: 69 % українську, 23 % польську, 7 % їдиш, 1 % німецьку
- Тернопільське воєводство: 50 % польську, 45 % українську, 5 % їдиш
- Віленське воєводство: 60 % польську, 23 % білоруську, 8 % їдиш, 3 % російська, 8 % інші (в тому числі литовську мову)
- Волинське воєводство: 68 % українську, 17 % польську, 10 % їдиш, 2 % німецьку, 1 % російську, 2 % інші
- Білостоцьке воєводство: 67 % польську, 16 % білоруську, 12 % їдиш, 3 % російську, 2 % інші

Під час війни
За німців декілька мільйонів євреїв були винищені у процесі Голокосту. Розстрілювалися і всі, хто переховував євреїв.
У війну Радянський Союз проводив таємні акції, зокрема політику очищення Західної України від патріотично та націоналістично налаштованого мирного польського та українського населення, яке не поділяло радянські ідеали. Тепер загальновідомими стали колись таємні акції, провокації диверсанта Миколи Кузнецова, провокації прорадянських партизан, рейд Ковпака, внаслідок якого німцями було знищено його армію та ін.
Після війни
У середині і наприкінці 1940-х років репатріювалася 752,1 тис. поляків з України. У той же час з Литви виїхали 148 тис. і з Білорусі — 226,3 тис. поляків, хоч збереглися великі польські громади в Білорусі та Литві.
До початку 1950-х років проводилося масове виселення з Західної України у Сибір, зокрема т. зв. бандерівських сіл.
Наступна хвиля переміщення поляків відбулася більш ніж через 10 років, і ще сотні тисяч поляків були переміщені. Загалом близько 2 мільйонів поляків були витіснені зі Східних Кресів. Однак сотні тисяч поляків залишилися і залишаються помітними сьогодні, переважно в Литві та Білорусі, але невеликі скупчення розташовані в Україні.

## Питання «східних кресів» у Польщі XXI сторіччя
2015 року в Польщі було створено організацію «Реституція кресів», яка мала намір ініціювати судові позови проти України. Структура (яка заявляє, що представляє інтереси членів польських родин, депортованих із Західної України) має намір домагатися повернення польського майна, розміщеного на території Західної України, або компенсацій за залишену поляками нерухомість. Представники «Реституції кресів» заявили: перші позови спадкоємців колишніх власників нерухомості на території Галичини та Волині найближчим часом буде подано в суди Києва і Луцька.
Ініціатором заснування «Реституції кресів» виступила партія «Змяна», лояльна до політики Кремля (голова — Mateusz Piskorski).

29 і 30 грудня 2015 у Варшаві пройшла інформаційна акція про наслідки укладення Україною угоди про асоціацію з ЄС. Активісти організації «Реституція кресів» поширювали листівки українською мовою серед імігрантів з України.